# Foscarini
I Foscarini  furono una famiglia patrizia veneziana.

## Storia

### Origini
Come per altre casate dell'aristocrazia della Repubblica di Venezia, sulle origini dei Foscarini le cronache hanno tramandato leggende non confermate dalle fonti storiche. Si dice che fossero originari di Altino o di Padova e che, giunti in Laguna nell'867, avessero dato al governo dell'antico Ducato dei tribuni. Inoltre, in origine si sarebbero chiamati Cobeschini, mutando il cognome in occasione della serrata del Maggior Consiglio.

### Ascesa
Di certo si tratta di una famiglia molto antica, infatti nel 1090 è attestato un giudice Foscarini; tuttavia riuscì ad affermarsi solo tra il Duecento e il Trecento, in occasione dell'espansione veneziana in Oriente (in particolare a Candia e Corfù), e nel corso della guerra di Chioggia.
Tra i membri più illustri spiccano Ludovico (1409 - 1480), politico e letterato, Giacomo (1523 - 1603), diplomatico e militare, e Marco (1696 - 1763), doge della Repubblica di Venezia dal 1762 alla morte.

### Foscarini ai Carmini

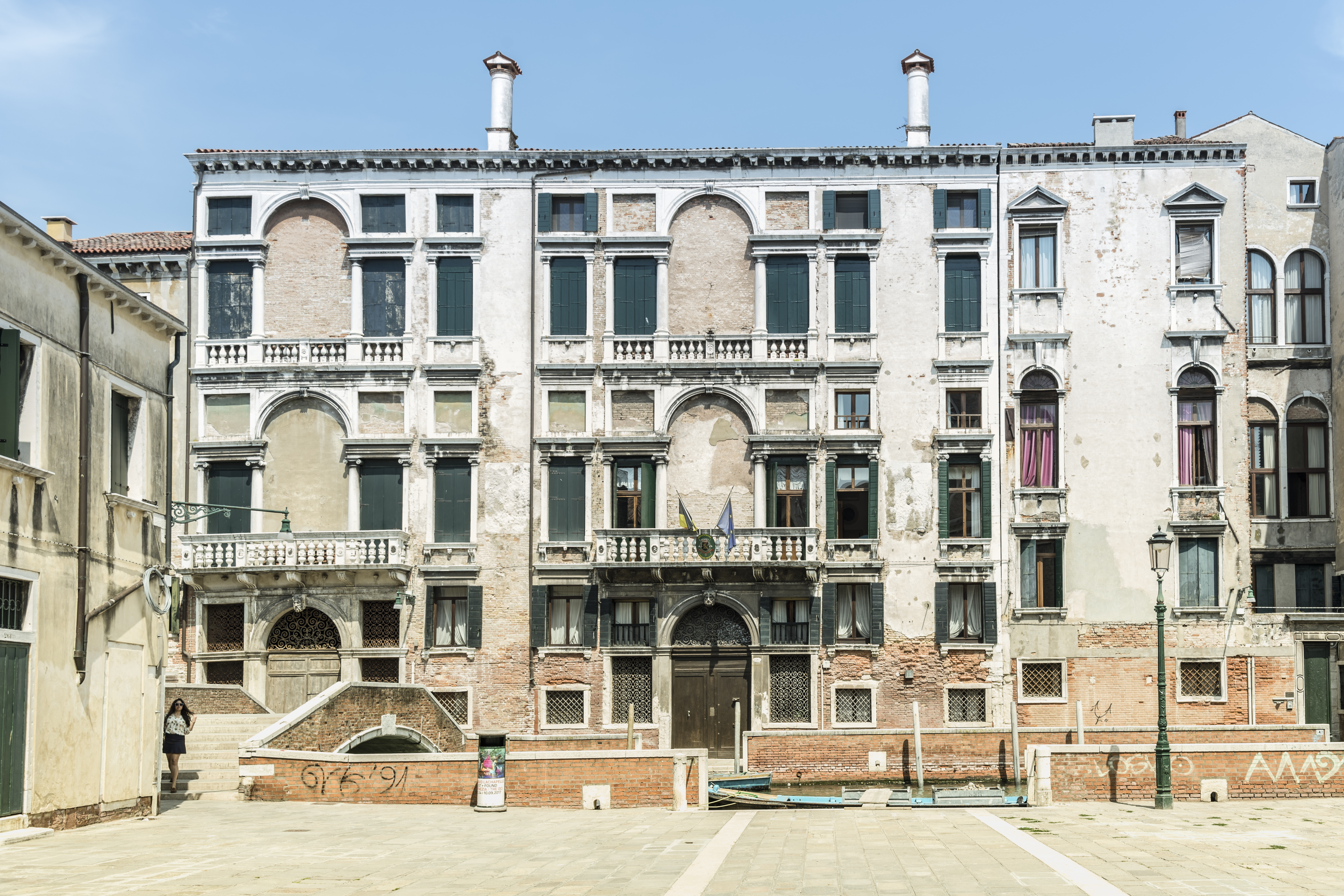
Palazzo Foscarini ai Carmini.

Si diramarono dai Foscarini "di San Polo" nella prima metà del Quattrocento: in questo periodo visse il primo membro noto, Bernardo, eletto procuratore nel 1431. Inizialmente dimoranti a Santa Fosca, si costruirono poi una nuova residenza di fronte alla chiesa dei Carmini con Andrea (nato nel 1499) e l'omonimo figlio (nato nel 1522).
Fu il ramo più ricco e importante, tuttavia finì per estinguersi nel 1745 con la morte del procuratore Pietro. I cospicui beni di famiglia passarono, come da testamento, ai Foscarini "San Stae", pur non esistendo rapporti di stretta parentela tra i due rami.

### Foscarini di San Stae
Il ramo residente nel palazzo di San Stae si originò dai Foscarini "di San Polo" sempre nel Quattrocento, ma si distinse per ricchezza e prestigio solo dalla fine del Seicento. Nel 1595, infatti, la famiglia aveva subito un tracollo finanziario per gli eventi legati alla guerra di Cipro; successivamente si erano consumati i casi di Alvise di Girolamo (1628 - 1664) e di Nicolò di Alvise (1647 - 1671), l'uno morto a Mantova dove era stato esiliato per un delitto passionale, l'altro assassinato dal nobile Giovanni Mocenigo per futili motivi. Le loro sorti si risollevarono grazie alle folgoranti carriere di Sebastiano di Alvise (1649 - 1711) e di Nicolò di Nicolò (1671 - 1752), favorite dalle parentele influenti (il secondo era figlio di Ruzzina Ruzzini, sorella del doge Carlo) e dalle aumentate disponibilità finanziarie: nel 1740, infatti, il procuratore Pietro Foscarini, ultimo del ramo "ai Carmini", li designò suoi eredi (benché tra le due linee non sussistessero rapporti di vicina parentela), con la clausola che si trasferissero nel suo palazzo di Dorsoduro assumendo a loro volta la specifica "ai Carmini".
Questa situazione portò la famiglia all'apice del prestigio - si veda l'ascesa di Marco di Nicolò (1696 - 1763) al soglio ducale -, ma al contempo ne minò la solidità economica a causa dell'aumento degli impegni politici e mondani. La situazione, aggravatasi a causa della loro stessa prodigalità (tra tutti si cita la scandalosa condotta di Giacomo di Sebastiano, confinato dagli Inquisitori di Stato nel castello di Brescia), portò i Foscarini di San Stae a vendere la gran parte del proprio patrimonio.

## Membri illustri
- Ludovico Foscarini (1409 – 1480), politico e letterato
- Nicolò Foscarini (1442 – 1506), figlio di Alvise, ufficiale capitano a Brescia nel 1490, contribuì all'istituzione del Monte di pietà, Capitano a Famagosta e a Candia, consigliere ducale dal 1496.[15]
- Giacomo Foscarini (1523 – 1603), diplomatico e militare[16]
- Antonio Foscarini (1570 – 1622), figlio di Nicolò, podestà a Chioggia nel 1605, ambasciatore ordinario in Inghilterra nel 1610, savio di Terraferma nel 1618 e nel 1620.[17]
- Nicolò Foscarini (1671 – 1752), politico e diplomatico
- Marco Foscarini (1696 – 1763), centodiciassettesimo doge dal 1762 alla morte.
- Jacopo Vincenzo Foscarini (1783 – 1864), poeta e patriota.

## Architetture

### Palazzi veneziani
- Palazzo Foscarini di Sant'Agnese o della Carità. Sorgeva alle Fondamenta del Ponte Nuovo del Doge ma è stato in gran parte demolito e inglobato in altri edifici. In questo palazzo risiedeva Giacomo Foscarini, già ambasciatore in Francia, e nel 1574 ospitò il re di Francia Enrico III per assistere a una battaglia dei bastoni.[18]
- Palazzo Foscarini nel sestiere di Dorsoduro
- Palazzo Foscarini nel sestiere di Castello
- Palazzo Coccina Giunti Foscarini Giovannelli nel sestiere di Santa Croce
- Palazzo D'Anna Viaro Martinengo Volpi di Misurata sul Canal Grande
- Ca' Bottacin o Ca' Foscarini della Frescada nel sestiere di Dorsoduro

### Ville di terraferma
- Villa Foscarini Rossi a Stra
- Villa Foscarini Erizzo a Pontelongo (attualmente municipio del comune)
- Corte Foscarini a Bovolenta
- Villa Foscarini, Contarini a Paviola
- Villa Sanudo, Foscarini, Piacentini a Villa del Conte
- Villa Contarini, Avancini, Foscarini, Businaro a Monselice
- Palazzo Barbaro, Lorenzoni o Foscarini, Dardo a Piove di Sacco
- Villa Foscarini, Pezzato-Bombarda, Facciolati, Brugger, Marchiori, Poletto detta "Rebecca" a Sarmeola di Rubano
- Villa Nani Foscarini, Baissarda-Malin-Rigato detta "Villa Padovani" a Valdentro
- Villa Foscarini, Prearo detta "Laghi" a Pontecchio Polesine
- Villa detta "La Foscarina" a Pontecchio Polesine
- Casa Foscarini, Treves detta "La Palazzina" a Pontecchio Polesine
- Villa Renier, Foscarini a Castello di Godego
- Villa Foscarini, Revedin, Giol a Gorgo al Monticano
- Villa Giustinian, Foscarini, Andrighetti, Bianchi, Palma a Mogliano Veneto
- Villa Foscarini, Negrelli, Rossi a Fossolovara
- Palazzo Foscarini, Zara a Oriago
- Villa Foscarini dei Carmini a Mira Taglio
- Casa Foscarini a Mira Taglio